# Лудзенський край
Лу́дзенський кра́й (латис. Ludzas novads) — адміністративно-територіальна одиниця Латвійської Республіки. Розташований у східній частині країни, в історичному регіоні Латгалія. Адміністративний центр — Лудза. Створений 2021 року. Площа — 2411 км². Населення — 21 777 осіб (2021). До складу краю входять 3 міста і 22 волості.

## Історія
Край утворений 1 липня 2021 року шляхом об'єднання Лудзенського, Зилупського, Карсавського та Цибльського країв, після адміністративно-територіальної реформи Латвії 2021 року.

## Адміністративний поділ
- 3 міста - Зилупе, Карсава, Лудза
- 22 волості

## Населення
Національний склад краю за результатами перепису населення Латвії 2011 року.
| Національність | К-сть | % |
| -------------- | ----- | - |